# Зберігайте спокій. Щоденна інструкція з вирішення проблем
Зберігайте спокій. Щоденна інструкція з вирішення проблем (англ. The Daily Stoic: 366 Meditations on Wisdom, Perseverance, and the Art of Living) — книга напрямку філософії стоїцизму, написана Райаном Голідеєм у співавторстві з Стівеном Генсільманом. Вперше опублікована 18 жовтня 2016 року. У 2018 році перекладена українською мовою видавництвом «Наш формат» (перекладач — Антоніна Ящук).

## Про авторів
Раян Голідей — письменник, медіа-стратег, автор світових бестселерів «Напролом. Мистецтво перетворювати перешкоди на перемоги» та «Маркетинг майбутнього», а також інших книг на тему маркетингу, культурних особливостей та людських відносин. Креативне агентство Brass Check, засновником якого є Райан, надавало консультаційні послуги таким всесвітньо відомим корпораціям як Google, Taser, Complex, популярним авторам сучасності — Нілу Штраусу, Тоні Роббінсу та Тіму Феррісу.
Стівен Генсільман більш ніж тридцять років працював у видавництві в якості продавця книг, видавця та літературного агента, закінчив Гарвардську школу богослов'я та факультет філософії Гарвардської школи.

## Огляд книги
Техніки та вправи, зазначені в книзі, відображають погляди мислителів давніх часів: імператора Марка Аврелія, драматурга Сенеки, давньогрецького філософа Епіктета і навіть маловідомих Зенона Елейського, Клеанфа та Гая Музонія Руфа.
Книжка представлена у форматі інструкції, яка містить 12 принципів подолання перешкод та досягнення більшого задоволення своїм життям, і призначена для читання по одній сторінці в день.

## Переклад українською
- Голідей Райан, Генсільман Стівен. Зберігайте спокій. Щоденна інструкція з вирішення проблем. / пер. Антоніна Ящук. К.: Наш Формат, 2018. — 472 с. — ISBN 978-617-7552-79-5